# Coto de Caza
Coto de Caza è un census-designated place (CDP) degli Stati Uniti d'America, situato in California, nella contea di Orange.